# Le Verger
Le Verger település Franciaországban, Ille-et-Vilaine megyében. Lakosainak száma 1404 fő (2022. január 1.). Le Verger Bréal-sous-Montfort, Monterfil, Saint-Thurial, Mordelles és Talensac községekkel határos.

## Népesség
A település népességének változása:
| Lakosok száma | 395  | 722  | 915  | 1416 | 1464 | 1445 | 1445 | 1436 | 1435 | 1404 |
|               | 1968 | 1982 | 1990 | 2006 | 2013 | 2015 | 2017 | 2019 | 2020 | 2022 |